# Julekort
Julekort er en hilsen, der sendes til venner og bekendte ved juletid. Julekort sendes af mange, også ikke-kristne, i den vestlige verden og i Japan. Oftest er det en meget kort skriftlig hilsen i stil med "Kære NN. Glædelig jul og godt nytår, Kærlig hilsen NN2". Motivet på julekortene kan være rene kristne symboler som Jesu fødsel og Betlehemstjernen, traditionelle gårds- og vintermotiver, gerne med nisser, eller rene sekulære varianter, gerne humoristiske, som refererer til aktiviteter knyttet til julen, som julehandel, julepyntsproduktion, juletræsindkøb og dans om juletræ.

## Historie
Julekortet blev opfundet i England i 1843 af Sir Henry Cole. Han var forfatter og medarbejder på Rigsarkivet og havde mange han sendte skrevne hilsner til jul. Han fik ideen at fortrykke kortene, så man bare skulle tilføje modtagerens navn og sin egen signatur. Forsiden blev designet af kunstneren John Callcott Horsley, kortet blev trykt af Jobbins of Warwick Court i London og hilsnen lød A Merry Christmas and a Happy New Year to you. Kortet vækkede en del forargelse, da motivet var en familie bænket om julebordet, der skålede til modtageren af kortet, mens der ved siden af hovedmotivet med fråseri var billeder af velgørenhed – mad til de sultne og tøj til de nøgne – billeder af nød. Kortene, der blev trykt som litografier, målte omkring 13 x 8,25 cm. De var trykt på stift karton og var håndkolorerede af farvelægger Mason.
Kortene blev solgt for 1 shilling i Sir Henry Coles forretning Felix Summerly's Home Treasury Office i London. Kortene var populære og flere tusinde eksemplarer blev solgt og sendt med postvæsenet påklistret de helt nye frimærker, der blev opfundet i 1840. På en auktion i december 2005 blev et af disse første kort solgt for ikke mindre end 9000 pund. De tidlige engelske julekort havde motiver som blomster og feer frem for snelandskaber og religiøse temaer. Også sentimentale eller humoristiske motiver med dyr eller børn var populære. I 1875 bragte Louis Prang julekortene til Boston i USA. Prang forbedrede format og farvetryk – han brugte op til 20 forskellige farver. Hans kort var således af høj kvalitet og omkring 1888 blev der trykt over 5 millioner af dem om året. Med tiden blev Prangs kvalitetskort dog udkonkurreret af billige kopier og Louis Prang måtte trække sig tilbage fra markedet.
I 1840'erne udsendte dronning Victoria af Storbritannien de første officielle julekort. De royale julekortmotiver var portrætter, der illustrerede forskellige begivenheder fra året der gik. Det første officielle julekort blev sendt fra det hvide hus i USA i 1953. Motiverne er her normalt det hvide hus fortolket af en kendt kunstner. Antallet af modtagere er steget drastisk – i 1961 modtog 2000 personer julekort fra det hvide hus. I 2005 var tallet oppe på 1,4 millioner!

## Julekort i Danmark
Danmarks første julekort kom fra Tyskland og blev sendt i 1870'erne. I 1880'erne stod papirfirmaet Levison for at udsende de første danske julekort i København. Kortenes motiv var en julenisse og de blev hurtigt en succes. I forlængelse af julekortene blev også andre lykønskningskort fremstillet, der kunne bruges på andre årstider og dermed voksede en helt ny branche frem. Danmark var langt bagefter England og Tyskland med hensyn til produktionsprocessen, så de første kort var temmelig primitive i udførelsen. Alligevel blev de meget populære, da motiverne var udpræget danske med nisser og børn i sneklædte landskaber og tegnet af populære professionelle illustratorer og karikaturtegnere som Alfred Schmidt, Carl Røgind, Axel Thiess, Carsten Ravn og Rasmus Christiansen og senere også Axel Mathiesen, Ingeborg Hyldahl, Storm P, og Vilhelm Hansen. Nogle julekort blev lavet i serier, der blev solgt i en periode, der strakte sig fra 1940'erne og helt op til 1980'erne.

## Julemærket
I 1904 blev julemærket opfundet af en dansk postmester, Einar Holbøll. Det er nu blevet en fast tradition, at de følger de sendte julehilsner og sælges for at støtte et velgørende formål. Julekortforsendelserne er eksploderet i løbet af de sidste 100 år. De traditionelle julekort har med brugen af internettet fået konkurrence af e-julekortene, der er nemmere og billigere at sende. Det er dog stadig de gode gammeldags kort der er mest populære. Det er også blevet moderne igen at lave sine egne hjemmelavede julekort eller ligefrem et julebrev, hvor der fortælles mere udførligt, hvad der er sket i det forgangne år i familien.